# A級グルメ
A級グルメ（エーきゅうグルメ）とは、新潟県南魚沼市に編集部を置く雑誌自遊人の編集長岩佐十良が、2010年に雪国A級グルメとして提唱したのが、A級グルメとして明文化された発祥である。雪国A級グルメでは「永久に守りたい味」をA級グルメと定義している。

## 各地の取組

### 雪国A級グルメ
新潟県南魚沼市に編集部を置く雑誌自遊人の編集長岩佐十良が、2010年に「雪国A級グルメ」として提唱したのが、A級グルメとして明文化された発祥である。
一般社団法人「雪国観光圏」の事業のひとつであるが、加盟店が会費を負担して自主的に運営しているのが特徴である。
2015年11月には「雪国A級グルメ」の呼びかけにより、「AG304」プロジェクトがスタート。AGはA級グルメの略、304は廃藩置県直後の藩と県の数で、「藩の数だけ食文化がある」をスローガンにした、「永久に守りたい味」A級グルメを全国に広げるプロジェクトである。

### にっぽんA級グルメのまち連合
2011年7月には島根県邑智郡邑南町の石橋良治町長が「A級グルメのまち」を宣言した。その後、邑南町のA級グルメの基準は株式会社自遊人の岩佐十良が座長となった全6回の「邑南町A級グルメ認定制度ワーキング会議」で決められた。
にっぽんA級グルメのまち連合には、島根県邑南町の呼びかけで、北海道鹿部町、島根県西ノ島町、宮崎県都農町が参加。
しかし、2023年2月、邑南町は2023年度から「A級グルメ」ということばの使用をやめるなど取り組みを大幅に見直し、にっぽんA級グルメのまち連合からの撤退も決定した。一方、邑南町では民間業者が「A級グルメ」を使うことは構わないという認識を示した。

### 新見A級グルメフェア
岡山県新見市では、市、阿新農業協同組合、新見漁業協同組合、新見市観光協会、阿哲商工会、新見商工会議所で企画委員会を組織し「A級グルメフェア」を開催している。